# مارک مارگولیس
مارک مارگولیس (انگلیسی: Mark Margolis; ۲۶ نوامبر ۱۹۳۹ – ۳ اوت ۲۰۲۳) بازیگر اهل ایالات متحده آمریکا بود. وی از سال ۱۹۵۹ میلادی تا هنگام مرگ مشغول فعالیت بود.
از فیلم‌هایی که وی در آن نقش داشته است، می‌توان به صورت‌زخمی، کشتی‌گیر، قوی سیاه، نوح، مرثیه‌ای بر یک رؤیا، بی‌باک، چشمه، پی، انجمن پنبه، ایس ونچورا: کارآگاه حیوانات، راز موفقیت من، جایی که رودخانه‌ها، مشکل در گوشه و فضای مرکزی اشاره کرد. وی همچنین یکی از بازیگران مجموعه بریکینگ بد و اسپین‌آف آن بهتره با سال تماس بگیری بود.

## زندگی شخصی و مرگ
مارگولیس در۳ ژوئن ۱۹۶۲ با ژاکلین مارگولیس (پتکوو) ازدواج کرد. آنها صاحب یک پسر به‌نام مورگان اچ. مارگولیس (بازیگر سینما) و سه نوه شدند.
او پس از یک دوره کوتاه بیماری، در ۳ اوت ۲۰۲۳ در بیمارستان ماونت ساینای در شهر نیویورک در سن ۸۳ سالگی درگذشت.